# بیل کسیدی
بیل کسیدی (به انگلیسی: Bill Cassidy) سناتور ایالات متحده از لوئیزیانا است. پیشتر نمایندهٔ حوزه انتخابیه ششم لوئیزیانا از حزب جمهوری‌خواه ایالات متحده آمریکا در مجلس نمایندگان ایالات متحده آمریکا بود که در ۳ ژانویه ۲۰۰۹ میلادی به‌عضویت این مجلس درآمد.